# Jacob Elordi
Jacob Elordi   (Brisbane, 26 de juny de 1997) és un actor australià. Interpreta el paper de Nate Jacobs a la sèrie de televisió Euphoria a HBO.
Els seus pares són Melissa i John Elordi. Té tres germanes grans. Té ascendència basca. Estudià educació secundària a St. Kevin's College, Melbourne, i després va anar al Nudgee College de Brisbane. Va mostrar interès pel teatre des de ben jove i va participar en moltes obres de teatre escolar.
Elordi va tenir la seva primera experiència a Hollywood en la pel·lícula Pirates del Carib: La venjança de Salazar, com a extra. Va tenir el seu primer paper a la pel·lícula australiana Swinging Safari el 2018 i va interpretar el paper de Rooster. També va tenir protagonisme en la pel·lícula romàntica de Netflix The Kissing Booth, protagonitzada per Noah Flynn, que es va estrenar el maig del 2018. I va seguir a The Kissing Booth 2, que el 2019 es va rodar a mitjans d'any a Ciutat del Cap i es va estrenar el juliol del 2020. L'estrena de The Kissing Booth 3 s'espera per a 2021.
El 2019, Elordi va protagonitzar la pel·lícula de terror The Mortuary Collection, i va actuar a la sèrie de televisió HBO Euphoria com a Nate Jacobs.
I en el 2023, va interpretar a Felix Catton a la pel·lícula de thriller, Saltburn.

## Filmografia

### Pel·lícules
| Any  | Títol                                     | Paper              |
| ---- | ----------------------------------------- | ------------------ |
| 2015 | Carpe Liam                                | Liam               |
| 2016 | Max & Iosefa                              | Max                |
| 2017 | Pirates del Carib: La venjança de Salazar | St. Martins Marine |
| 2018 | El Kissing Booth                          | Noah Flynn         |
| 2018 | Safari Swinging                           | Rooster            |
| 2019 | Bad Dream                                 | El marit           |
| 2019 | The Mortuary Collection                   | Jake               |
| 2020 | The Kissing Booth 2                       | Noah Flynn         |
| 2020 | Deep Water                                | Ricky              |
| 2020 | 2 Hearts                                  | Chris              |
| 2021 | The Kissing Booth 3                       | Noah Flynn         |
| 2022 | Deep Water                                | Richard            |
| 2023 | Saltburn                                  | Felix Catton       |

### Televisió
| Any         | Títol    | Paper         |
| ----------- | -------- | ------------- |
| 2019        | The Bend | Lucas Jackson |
| 2019 - avui | Euphoria | Nate Jacobs   |